# Shreveport
Shreveport é uma cidade localizada no estado americano da Luisiana, nas paróquias de Bossier e Caddo, sendo sede desta última. Foi fundada em 1836 e incorporada em 1839.
A cidade hoje é conhecida devido a citações nas séries True Blood e Sobrenatural.

## Geografia
De acordo com o Departamento do Censo dos Estados Unidos, a cidade tem uma área de 319,5 km², dos quais 279,2 km² estão cobertos por terra e 40,3 km² por água.

## Demografia
Segundo o censo nacional de 2010, a sua população é de 199 311 habitantes e sua densidade populacional é de 625,6 hab/km². É a terceira cidade mais populosa da Luisiana. Possui 88 253 residências que resulta em uma densidade de 323,3 residências/km².

## Marcos históricos
O Registro Nacional de Lugares Históricos lista 60 marcos históricos em Shreveport, dos quais 2 são Marco Histórico Nacional. O primeiro marco foi designado em 16 de julho de 1973 e o mais recente em 21 de fevereiro de 2018.